# District d'Ostrava-Ville
Le district d'Ostrava-Ville (en tchèque : okres Ostrava-město, ou district urbain d'Ostrava) est un des six districts de la région de Moravie-Silésie, en Tchéquie. Son chef-lieu est la ville d'Ostrava.

## Liste des communes
Le district compte 13 communes, dont 4 ont le statut de ville (město, en gras) et 0 celui de bourg (městys, en italique) :
Čavisov • Dolní Lhota • Horní Lhota • Klimkovice • Olbramice • Ostrava • Stará Ves nad Ondřejnicí • Šenov • Václavovice • Velká Polom • Vratimov • Vřesina • Zbyslavice

## Principales villes
Population des principales villes du district au 1er janvier 2024 et évolution depuis le 1er janvier 2023 :
| Ostrava    | 284 765 | en augmentation |
| Vratimov   | 7 360   | en augmentation |
| Šenov      | 6 585   | en augmentation |
| Klimkovice | 4 536   | en augmentation |